# Životodárný pramen Matky Boží

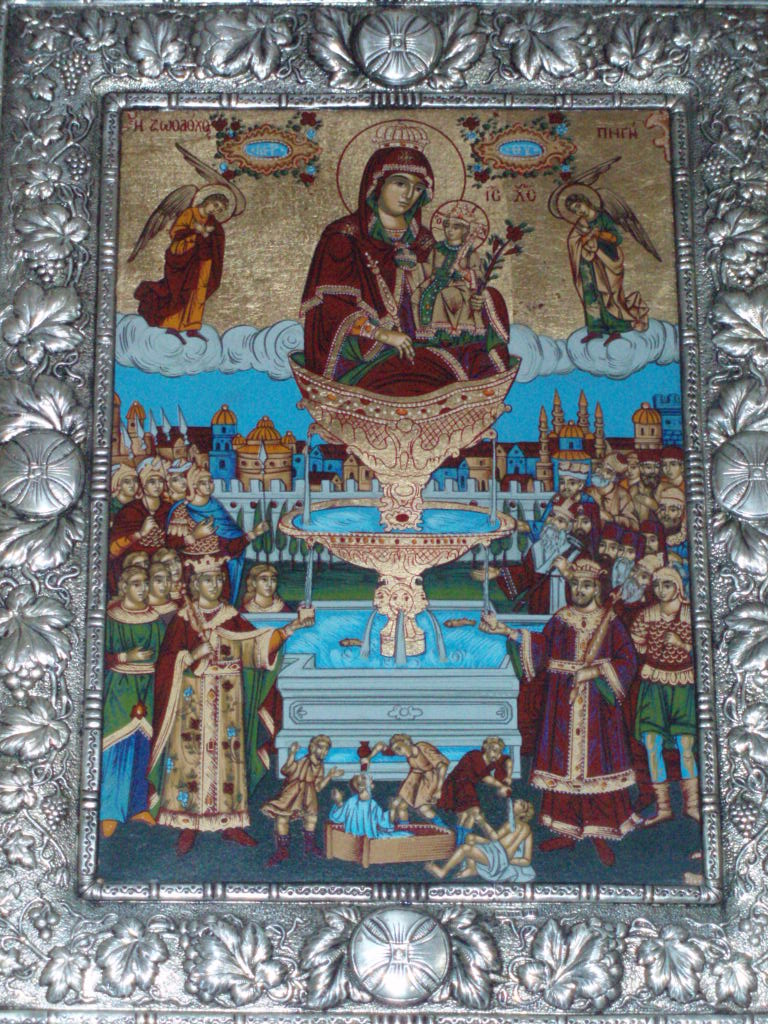
Panagia Argokiliotissa – řecká ikona Matky Boží Životodárného pramene

Životodárný pramen Matky Boží – nebo také Životodárná fontána (řec. Ζωοδόχος Πηγή, překl. Zōodóchos Pēgḗ; rus. Живоно́сный Исто́чник) je epiteton svaté Bohorodičky, které vzniklo s jejím zjevením posvátného pramene (řec. ἁγίασμα, překl. hagíasma) ve Valoukli v Konstantinopoli vojákovi jménem Lev Marcellus, který se později stal byzantským císařem Leonem I. (457–474).
Leon nad tímto místem později postavil chrám Životodárného pramene Matky Boží, který se v průběhu staletí stal  jedním z nejvýznamnějších poutních míst řeckého pravoslaví a svědkem mnoha zázračných uzdravení.
Každý rok po Pasše na Světlý pátek slaví Východní církve svátek Životodárného pramene Matky Boží. Jedná se o výjimečný svátek, kterým se slaví připomínka události zázračnéhouzdravení 4. dubna 450, místo – pramen a chrám v Konstantinopoli, a zároveň se oslavuje Matka Boží. Ikona stejnojmenného svátku se slaví také v pamětní den zázraku 4. dubna (17.4.greg.kal.).

## Legenda

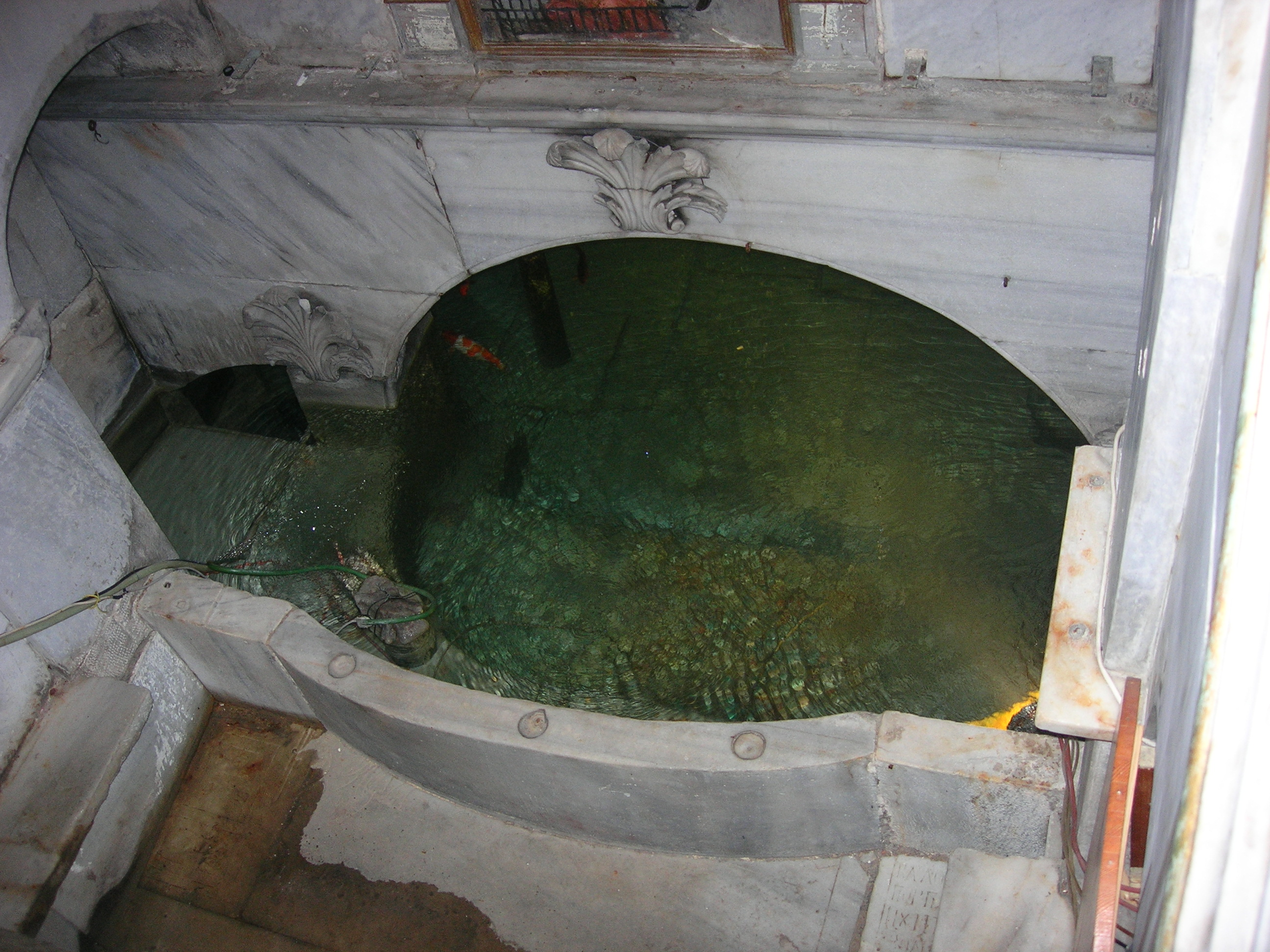
Svatá studna (hagíasma) v chrámu Životodárného pramene (Istanbul)

Poblíž hlavního města Konstantinopole se v 5. století u Zlaté brány nacházel háj, který byl zasvěcen Přesvaté Bohorodici i s vyvěrajícím léčivým pramenem. Časem háj zarostl křovím a pramen byl zanesen blátem.
Posvátnou tradici vyprávění o svátku Životodárného pramene zaznamenal Nikeforos Kallistos Xanthopoulos, poslední z řeckých církevních historiků, který žil kolem roku 1320. Voják jménem Leon Marcellus procházel dne 4. dubna 450 hájem a potkal slepce, který se ztratil. Leon ho vyvedl na cestu, posadil ho do stínu a jal se hledat pro něj vodu, kterou však nikde neviděl. V tom uslyšel tajemný hlas: "Leone, nedělej si starosti s hledáním vody pro slepce, je přímo tady!" Leon se udiveně rozhlédl, ale vodu nikde neviděl. V tu chvíli ten samý hlas pravil:
Císaři Leone! Vstup do stínu lesního háje a načerpej vodu, kterou tam najdeš, dej ji žíznivému a bláto, které najdeš na prameni, přilož na jeho oči. Potom sám poznáš, kdo jsem. Ta, která posvěcuje toto místo. Pomohu ti zde vystavět chrám na počest mého jména a všichni, kdož sem budou přicházet s vírou a vzývat mé jméno, získají naplnění svých modliteb a úplné uzdravení od svých neduhů a nemocí.
Matka Boží

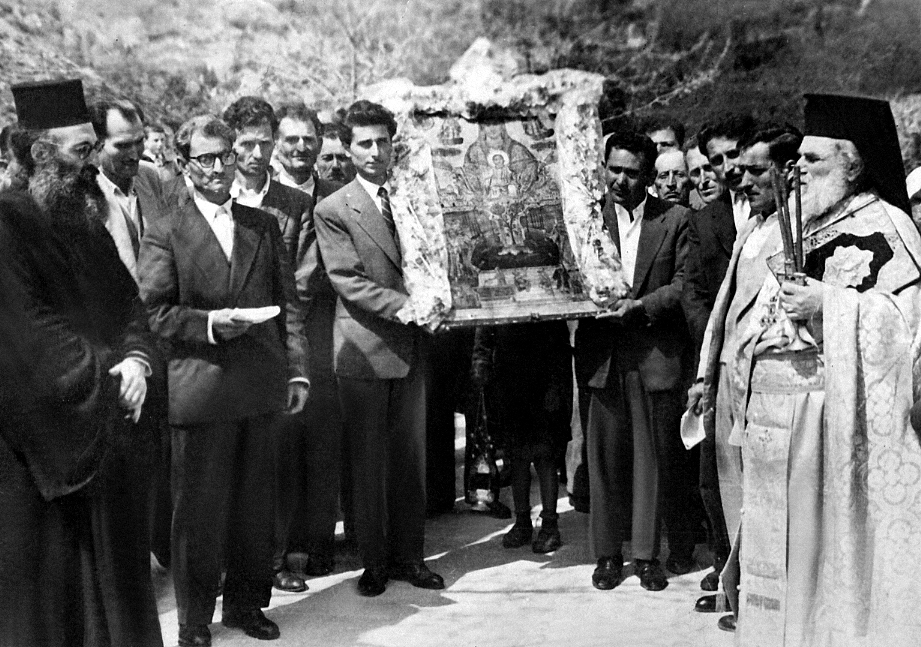
Procesí na Světlý pátek 1959 v chrámu Životodárného pramene v obci Elati, Arkádie, Řecko

Leon potřel blátem slepcovy oči a on prozřel a sám se vydal do Konstantinopole neustále oslavuje Matku Boží. Tento zázrak se udál za císaře Marciana (450–457) a po něm nastoupil na trůn bývalý voják Leon I. (457–473), který nechal pramen vyčistit a nad ním postavil chrám na počest a ke slávě Přesvaté Bohorodice, skrze jejíž přímluvy voda z pramene uzdravovala i křísila z mrtvých, proto se jí začalo říkat Životodárný pramen.
Také zbožný císař Justinián na sobě poznal léčivou moc zázračného pramene. Trpěl vodnatelností a jednoho dne o půlnoci uslyšel hlas: "Nemůžeš získat zpět své zdraví, dokud se nenapiješ z Mého pramene." Matka Boží se mu zjevila ještě jednou ve dne a dovedla ho ke svému prameni, kde se císař napil vody a uzdravil se. Vděčný císař nechal vedle původního chrámu postavit nový velkolepý chrám a později zde vystavěli monastýr.

## Ikona
Přesvatá Bohorodice je zobrazena s Božím Mládencem nad velkým kalichem, jenž stojí ve vodní nádrži. Z kalichu vyvěrají prameny vody. Kolem vodní nádrže stojí ti, kteří trpí nejrůznějšími nemocemi tělesnými i duševními, neduhy a zhoubnými vášněmi. Ti všichni přijímají léčivou vodu ze Životodárného pramene a dostává se jim podivuhodného uzdravení.

## Galerie

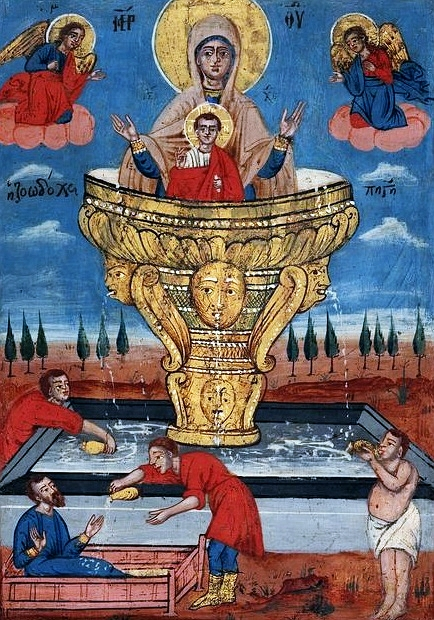
Naše Paní Životodárného pramene – Epirus
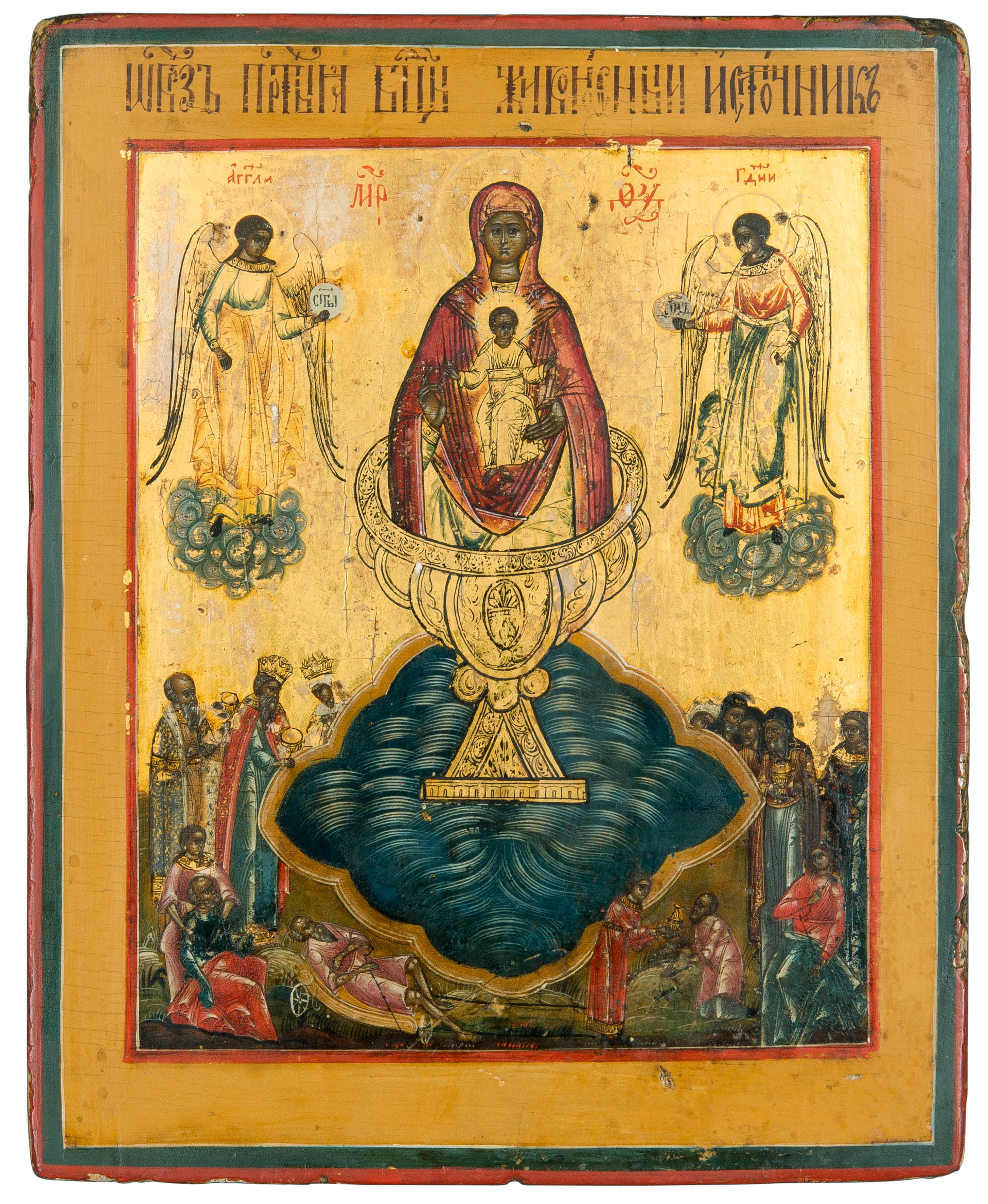
Matka Boží Životodárného pramene, ruská ikona 19. století
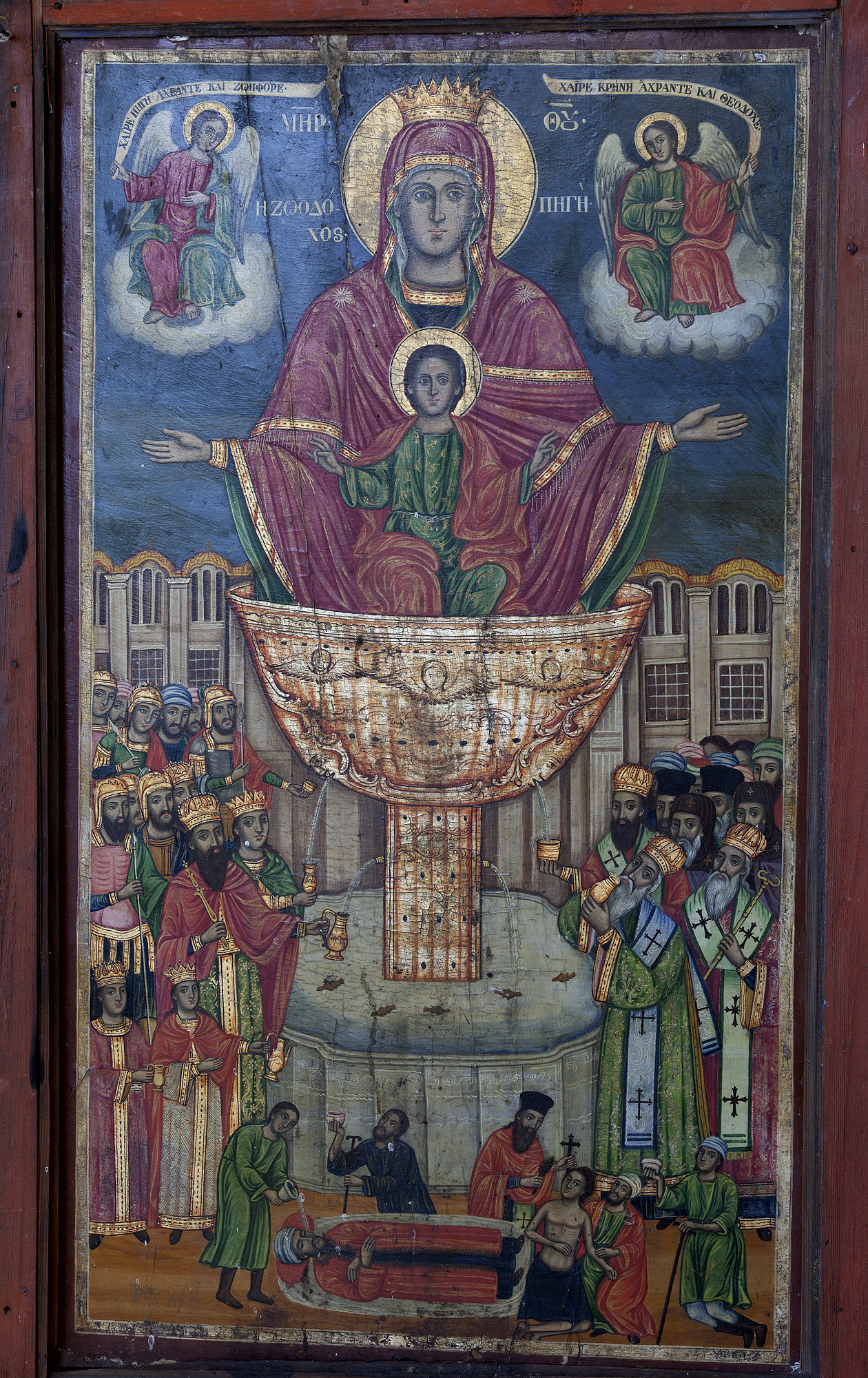
Chrám Zesnutí Přesvaté Bohorodice, Filipovo – ikona Matky Boží Životodárného pramene
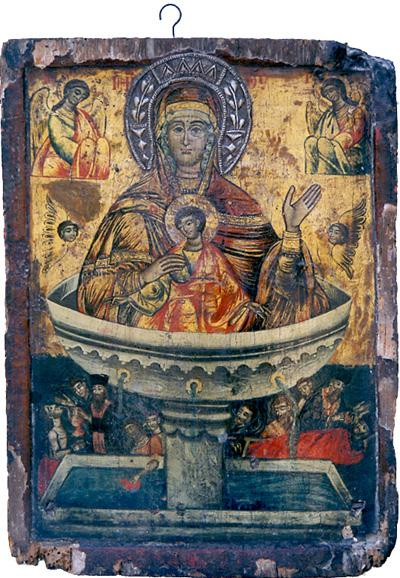
Ikona Životodárný pramen – chrám svaté Paraskevi, Langadas
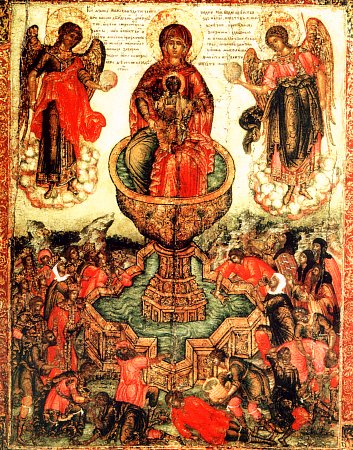
Naše Paní Životodárného pramene, ruská ikona, 17. století

## Tropar
| „ | Načerpejme, lidé, uzdravení duším i tělům v modlitbě, protože pro nás všechny pramení řeka, Přečistá Královna Bohorodice, která pro nás vyvěrá zázračnou vodu, jež odplavuje a smývá temnotu z našich srdcí, očišťuje hříšné rány a posvěcuje duše věřících Boží blahodatí. | “ |